# Autoserica flavescens
Autoserica flavescens är en skalbaggsart som beskrevs av Moser 1915. Autoserica flavescens ingår i släktet Autoserica och familjen Melolonthidae. Inga underarter finns listade.